# Georg Strucksberg
Georg Strucksberg (* 6. Juni 1884 in Milików (dt. Herzogswaldau); † 13. Februar 1965 in Berlin) war ein deutscher Jurist und Präsident des Berliner Kammergerichts nach dem Zweiten Weltkrieg.

## Leben
Der in Niederschlesien geborene Strucksberg absolvierte nach dem Studium der Rechts- und Staatswissenschaften in Lausanne, Berlin und Halle an der Saale 1906 sein Zweites Juristisches Staatsexamen. 1907 erfolgte die Promotion, 1910 das Assessorexamen in Berlin. 1912 wurde er Landrichter in Stade. 1919 war er als Oberjustizrat im Preußischen Justizministerium tätig, 1921 wurde er Kammergerichtsrat am Preußischen Juristischen Landesprüfungsamt. 1924 wurde er zum Oberverwaltungsgerichtsrat am Preußischen Oberverwaltungsgericht ernannt.
1932 warnte er mit zwei Kollegen in einem an Richter, Staatsanwälte und Rechtsanwälte gerichtetem Rundschreiben dezidiert vor Adolf Hitler, Roland Freisler und Wilhelm Kube. Deswegen und weil er unter anderem der SPD, dem Reichsbanner Schwarz-Rot-Gold und dem Republikanischen Richterbund angehörte, wurde er nach der Machtergreifung Hitlers 1934 wegen politischer Unzuverlässigkeit aus dem Staatsdienst entlassen. Während der Zeit des Nationalsozialismus war er als juristischer Berater sowie soweit bekannt als Syndikus der „Sternverschlüsse KG“ und der „Sternglas GmbH“ tätig.
Nach dem Kriegsende 1945 war er kurze Zeit Richter am Amtsgericht Charlottenburg, dann Vizepräsident des Berliner Kammergerichts. Ab Februar 1946 wurde er von den Alliierten als Kammergerichtspräsident berufen. In diesem Amt veranlasste er 1949 den Umzug des Kammergerichts aus dem sowjetischen Sektor nach West-Berlin. Die damit ausgelöste Spaltung des Kammergerichts begann mit einer Affäre um den Vizepräsidenten des Berliner Landgerichts, Jakob Blasse. Dieser wurde nach Bereicherungsvorwürfen von Strucksberg am 8. November 1948 suspendiert. Während die drei Westmächte diese Position stützten, befahl der sowjetische Gerichtsoffizier dessen Wiedereinsetzung. Mit der Begründung, dass eine solche Anweisung nur von allen vier Mächten gemeinsam erteilt werden könne, verweigerte sich der Präsident des Landgerichts Siegfried Loewenthal diesem Befehl am 4. Februar 1949. Nach der Drohung mit Verhaftung und mit stillschweigender Unterstützung durch die Westalliierten verlegte Strucksberg als Kammergerichtspräsident den Sitz des Kammergerichts am 5. Februar 1949 in das Yorckhaus am Fehrbelliner Platz in West-Berlin. Die weitaus meisten Richter setzten dort ihre Arbeit fort – von den elf Senatspräsidenten entschieden sich zehn für den Westen. Da gleichzeitig das Kammergericht im sowjetischen Sektor als Kammergericht (Ost-)Berlin bestehen blieb, war damit die Teilung der Berliner Justiz zwischen Ost und West vollzogen.
Strucksberg war bis 1951 Präsident des Berliner Kammergerichts und arbeitete danach noch einige Zeit am Berliner Oberverwaltungsgericht. Er starb am 13. Februar 1965.